# Əsrik Cırdaxan
Əsrik Cırdaxan è un comune dell'Azerbaigian situato nel distretto di Tovuz. Conta una popolazione di 2 154 abitanti.